# Parasphendale agrionina
Parasphendale agrionina är en bönsyrseart som beskrevs av Gerstaecker 1869. Parasphendale agrionina ingår i släktet Parasphendale och familjen Mantidae. Inga underarter finns listade i Catalogue of Life.